# Corpus Christi (Misiones)

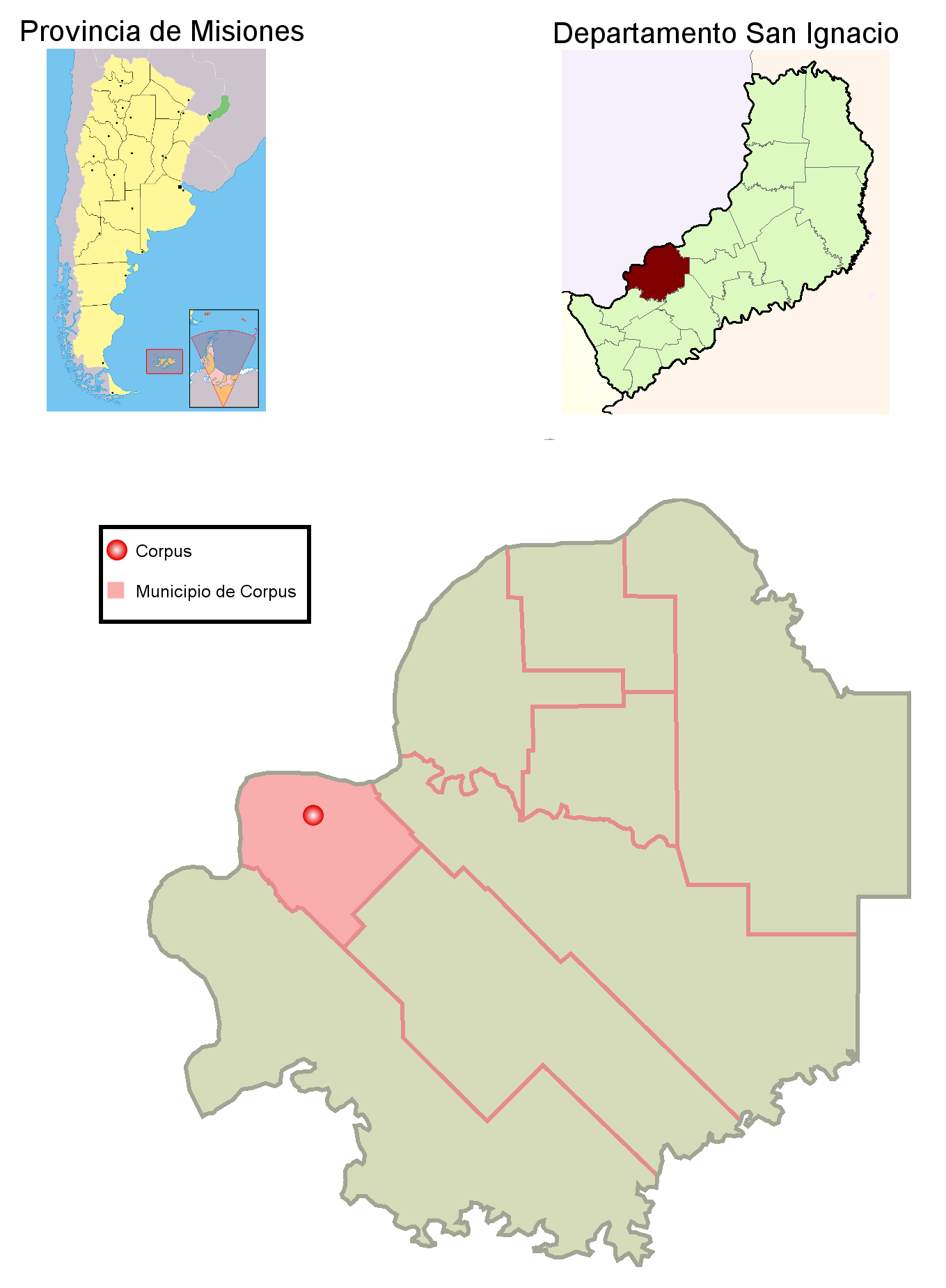
Municipio de Corpus en el departamento San Ignacio.

Corpus Christi es un municipio argentino de la provincia de Misiones, ubicado dentro del departamento San Ignacio.
Se halla a una latitud de 27° 06' Sur y a una longitud de 55° 31' Oeste. El municipio de Corpus Christi cuenta con una población de 3.568 habitantes, según el censo del año 2010 (INDEC).
Entre las principales actividades económicas son: el cultivo de yerba mate, mandioca, forestación y en el siglo XXI se presenta un crecimiento notable de la ganadería vacuna.

## Toponimia
El nombre de la localidad proviene del latín, cuyo significado es Cuerpo de Cristo.

## Historia
Corpus Christi fue una de las primeras localidades fundadas en la región, (fundada por PP Pedro Romero y Diego de Boroa en 1622). Durante los siguientes siglos fue una de las pocas poblaciones que sobrevivieron en la margen izquierda del Alto Paraná. Cuando se federalizó el Territorio Nacional de Misiones, Corpus fue designada capital del Territorio Nacional, sin embargo, la falta de accesos apropiados motivó que el gobernador Rudecindo Roca solicitara a la provincia de Corrientes la donación de la zona donde se emplaza la ciudad de Posadas para poder destinarla a capital provincial. El gobernador de Misiones nunca llegó a asentarse en esta localidad.
En 1876 el empresario César Augusto del Vasco trajo a inmigrantes franceses, suizos, italianos y españoles, en total 73 colonos con los que formó la colonia "Marcos Avellaneda", la cual fracasó por estar lejana a algún centro importante y por falta de apoyo financiero.

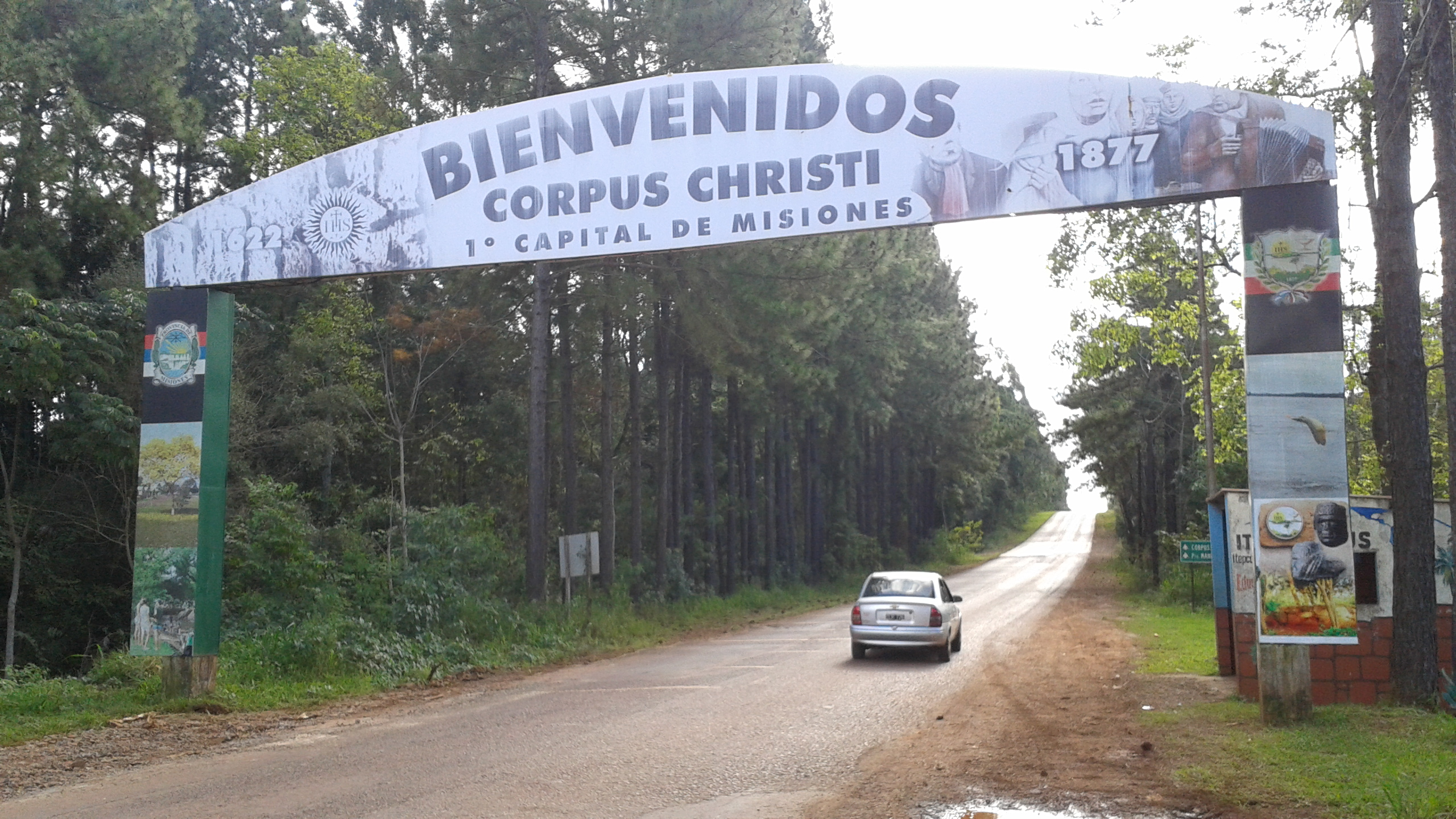
Ingreso a Corpus ubicado en el cruce entre la Ruta Nacional Nº 12 y la Ruta Provincial Nº 6. El casco urbano de la localidad dista a 8 km.

Para acceder a Corpus Christi se puede ingresar por la ruta Nacional 12 (hasta la altura de la localidad de Gobernador Roca) e ingresar unos 7 kilómetros por la ruta Provincial 6.

## Actualidad
El Gobierno Nacional y Provincial planean construir una represa hidroeléctrica —que está en estudio— sobre el río Paraná en este municipio. El proyecto está paralizado porque en el año 1996 se realizó un plebiscito provincial, en el cual el 88% de los votantes pronunciaron claramente en contra.

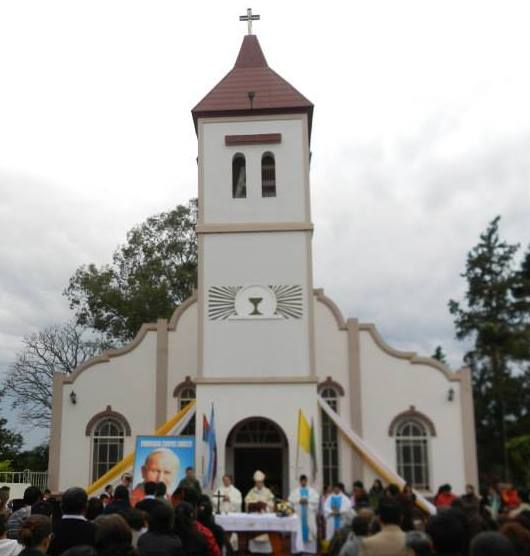
Iglesia Corpus Christi

En septiembre de 2016 la Cámara de Representantes de la Provincia de Misiones, bajo la presidencia del legislador Carlos Rovira, mediante la sanción de la Ley XV-N°16 Expte 44534-15 presentado por el diputado (ex Intendente Municipal durante 22 años) Ignacio "Pocho" Nemeth recupera su nombre de Corpus Christi que históricamente le pertenecía por haber sido uno de los 30 pueblos de las  Misiones jesuíticas guaraníes.

## Turismo

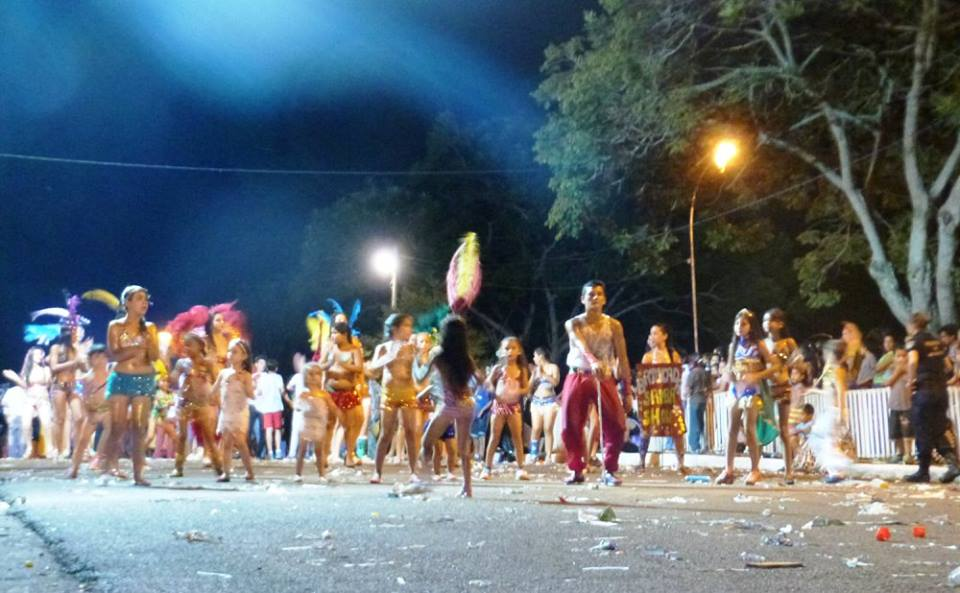
Carnavales en la localidad, que se viste de fiesta, color, música y alegría cada año.

La localidad cuenta con una oferta turística diversa: atractivos naturales como la Isla Pindo-i (lugar de pesca), el arroyo Curupayti y el Balneario Municipal. Actividades culturales como la Fiesta Provincial del Balneario "El Curupayti le canta a la naturaleza", los carnavales corpeños, fiestas religiosas en todos los barrios (San Antonio, 8 de Diciembre, San Cayetano, Inmaculado Corazón de María), destacándose la celebración de Corpus Christi que se realiza en la Iglesia Católica del pueblo. 

También se levantan construcciones antiguas, destacándose en cuanto a patrimonio cultural, los restos arqueológicos de la antigua Reducción Jesuítico-Guaraní de Corpus Christi. El pueblo cuenta con el servicio de Balsa Internacional con Paraguay, integrado así al corredor de las Misiones Jesuíticas, se vincula a través del viaducto, con las misiones de Jesús y Trinidad en Paraguay.

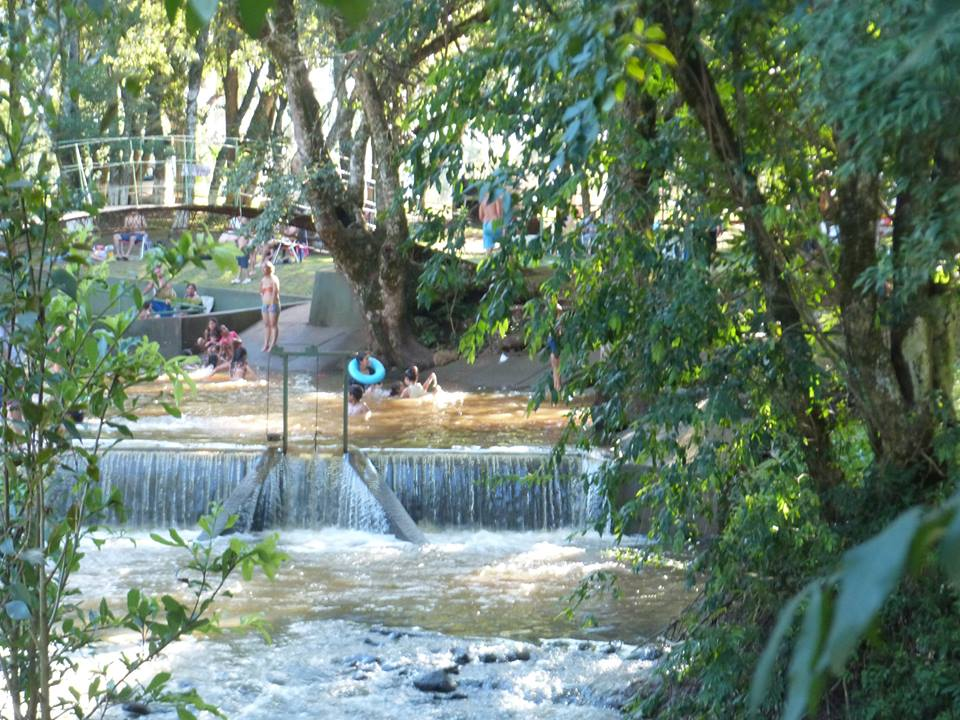
Balneario Municipal Curupayti, lugar de realización de la Fiesta Provincial del Balneario "El Curupayti le canta a la naturaleza".